# Coccinia pwaniensis
Coccinia pwaniensis ist eine Pflanzenart aus der Familie der Kürbisgewächse (Cucurbitaceae) aus Ostafrika.

## Merkmale
Coccinia pwaniensis ist eine ausdauernde krautige Kletterpflanze mit bis zu 3 m langen, kahlen Sprossachsen. Die jungen Stängel sind grün und kahl und bilden eine graue bis rötlich-graue Borke. 
Die Laubblätter sind wechselständig, besitzen einen 0,6 bis 4,1 cm langen Stiel und sind einfach. Die Blattspreite ist 2–10,4 × 2,7–11,4 cm groß und mehr oder weniger tief meist 3-, selten 5-lappig. Die Lappen sind spitz und feingezähnt. Der Blattstiel und die Unterseite der Blätter haben eher spärlich aufrechtstehende Haare, die wenn sie abgebrochen sind wie kleine Warzen erschienen. Die Ranken sind einfach. An den Knoten stehen 2 bis 3 mm lange „Probrakteen“.
Die Art ist zweihäusig getrenntgeschlechtig (diözisch). Die gestielten Blüten stehen bei männlichen Pflanzen in Trauben mit wenigen einzelnen Blüten an der Basis und bei weiblichen Pflanzen erscheinen sie einzeln. Die Blüten sind fünfzählig mit doppelter Blütenhülle und Kelch und Krone sind jeweils zu einem kleinen Kelch-Kronbecher verwachsen. Die schmalen Zipfel des Blütenkelchs sind 2,5 bis 3,5 mm lang, abstehend und pfriemlich. Die verwachsene Blütenkrone ist 1,7 bis 2,6 cm lang und blass gelblich-orangefarben mit kürzeren Lappen. Die drei Staubblätter sind zu einer Säule mit einem kugeligen Antherenkopf verwachsen. Der Fruchtknoten in weiblichen Blüten ist dreiteilig, unterständig und trägt zahlreiche Samenanlagen. 
Die Frucht ist eine fleischige, orangerote bis (scharlach-)rote Panzerbeere von 6,2 bis 8 cm Länge, 1,8 bis 2,3 cm Durchmesser und kurzer zylindrischer Form. Die flachen Samen sind grau-beigefarben, 6,5–7 × 4–4,5 × ca. 1,5 mm und mehr oder weniger eiförmig.

## Verbreitung

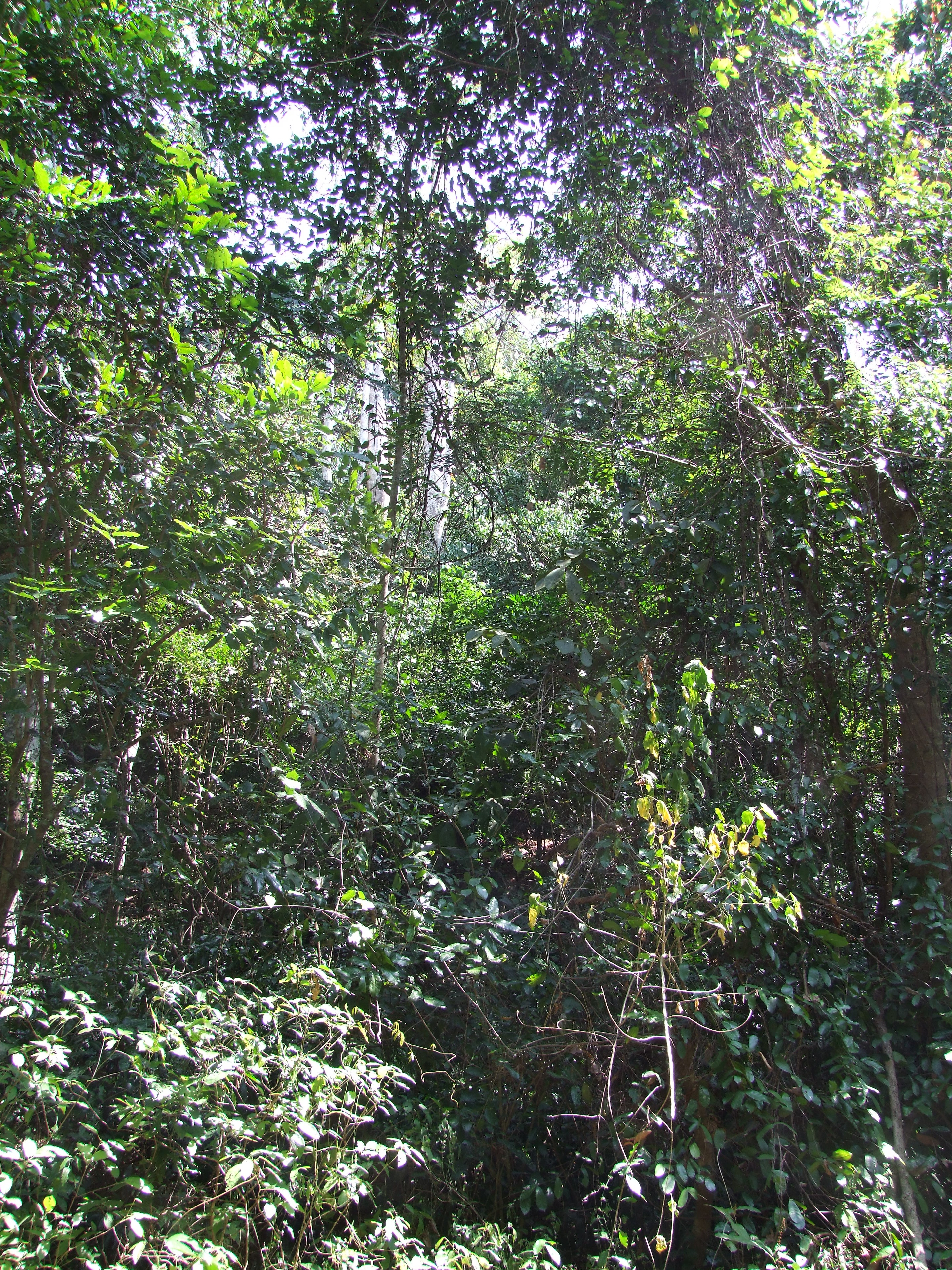
Coccinia pwaniensis ist auch aus den Küstenwäldern der Pugu Hills nahe Daressalam bekannt

Coccinia pwaniensis ist eine Art der nördlichen Küstenregenwälder Ostafrikas. Sie ist nur von wenigen Waldresten in Südost-Kenia und der tansanischen Region Pwani bekannt, sie wird aber auch in den Regionen Tanga und Daressalam vermutet.

## Namensherkunft
Der Name der Art pwaniensis leitet sich vom Swahili-Wort für „Küste“ ab und bezieht sich auf die Verbreitung der Art.

## Hybridisierung
Von Coccinia pwaniensis ist ein natürlicher Hybrid mit Coccinia grandis bekannt. Der Hybrid ist jedoch steril.